# Kanada
Kaṇāda fue un filósofo indio, autor de la escuela Vaiśeṣika que forma parte de la rama filosófica Nyāya (que enseña que el mundo está formado por un conjunto de partículas).
Se estima que vivió en algún momento entre los siglos VI y II a. C., pero poco se sabe de su vida. Su nombre tradicional "Kaṇāda" significa "devorador de átomos", y es conocido por desarrollar las bases de un enfoque atomista de la física y la filosofía en el texto sánscrito Vaiśeṣika Sūtra. Su texto también se conoce como Kaṇāda Sutras, o Aforismos de Kaṇāda.
La escuela fundada por Kaṇāda explica la creación y existencia del universo proponiendo una teoría atomista, aplicando la lógica y el realismo, y es una de las primeras ontología realista sistemática conocida de la historia de la humanidad. Kaṇāda sugirió que todo puede subdividirse, pero esta subdivisión no puede continuar para siempre, y debe haber entidades más pequeñas (paramanu) que no pueden dividirse, que son eternas, que se agregan de diferentes maneras para dar lugar a sustancias y cuerpos complejos con identidad única, un proceso que implica calor, y ésta es la base de toda existencia material. Utilizó estas ideas con el concepto de Atman (alma, Ser) para desarrollar un medio no teísta para moksha. Si se contemplan desde el prisma de la física, sus ideas implican un claro papel del observador como independiente del sistema estudiado. Las ideas de Kaṇāda influyeron en otras escuelas del hinduismo, y a lo largo de su historia se asociaron estrechamente con la escuela Nyaya de filosofía hindú.
El sistema de Kaṇāda habla de seis propiedades (padārthas) que se pueden nombrar y conocer. Afirma que son suficientes para describir todo en el universo, incluidos los observadores. Estas seis categorías son dravya (sustancia), guna (cualidad), karmana (movimiento), samaya (tiempo), visesa (particular) y samavaya (inherencia). Hay nueve clases de sustancias (dravya), algunas de las cuales son atómicas, otras no atómicas y otras que todo lo penetran.
Las ideas de Kaṇāda abarcan una amplia gama de campos, e influyeron no sólo en la filosofía, sino posiblemente en estudiosos de otros campos, como Charaka, que escribió un texto médico que ha sobrevivido como Charaka Samhita.
- kaṇāda, en el sistema AITS (alfabeto internacional de transliteración sánscrita).
- कणाद, en escritura devánagari del sánscrito.
- etimología: ‘que come partículas’, siendo káṇa: ‘grano (de polvo)’, ‘gota (de agua)’, ‘chispa (de fuego)’ y ada: ‘comer’.
- pronunciación: /kána áda/ o /kanada/.

## Nombres
El nombre Kanada es un sobrenombre, relacionado con la leyenda del descubrimiento (en teoría al menos) de las moléculas. 
En el texto Sarva-dárshana-samgraja, el sistema vaisesika es denominado aulukia-dárshana (‘el punto de vista de Úluka’), por lo que este Kanada puede haberse llamado Úluka Muni.
En el Vaiú-purana, este Káshiapa es nombrado junto a Úluka, como una persona diferente.
En sus escritos él se aplica el epíteto devarshí (‘dios entre todos los sabios’), un título que sólo llevaron muy pocos sabios del pasado remoto, como Devarshí Nárada).
También se aplica el nombre Káshiapa (o sea, ‘descendiente del sabio Kashiapa’), pero quizá sea sólo para ser tomado en cuenta y darle valor a sus ideas, atribuyéndose la pertenencia a una familia importante.

## Biografía
La doctrina vaisesika no puede ser posterior al 200 a. C. ya que se menciona en el texto epicorreligioso Majabhárata.
Sin embargo, la forma de escritura y las citas que Kanada escribió en sus aforismos permiten datarlo hacia el siglo II d. C.
Se cree que nació en Prabhas Kshetra (cerca de Dwaraka) en Guyarat (litoral noroeste de la India).
Era estudioso del rasavadam (doctrina de los sabores), que se considera un tipo de alquimia hinduista.
Los Vaisheshika Sutras mencionan escuelas competidoras de la filosofía india, como Samkhya y Mimamsa, pero no mencionan el budismo, lo que ha llevado a los estudiosos en publicaciones más recientes a plantear estimaciones del siglo VI a. C. El manuscrito Vaisheshika Sutras ha sobrevivido hasta la era moderna en múltiples versiones y el descubrimiento de nuevos manuscritos en diferentes partes de la India por Thakur en 1957 y Jambuvijayaji en 1961, seguido de estudios de edición crítica, sugieren que el texto atribuido a Kaṇāda fue sistematizado y finalizado en algún momento entre el 200 a. C. y el comienzo de la era común, con la posibilidad de que sus doctrinas clave sean mucho más antiguas. 
Múltiples textos hindúes datados en los siglos I y II de nuestra era, como el Mahavibhas y el Jnanaprasthana del Imperio Kushan, citan y comentan las doctrinas de Kaṇāda. Sus ideas también se mencionan en textos budistas atribuidos a Aśvaghoṣa de la misma época.
En la literatura jainista, se le conoce como Sad-uluka, que significa "el Uluka que propuso la doctrina de las seis categorías". Su filosofía Vaisheshika aparece igualmente con nombres alternativos, como "filosofía Aulukya" derivada del apodo Uluka (literalmente búho, o comedor de grano en la noche). 
Kaṇāda fue influyente en las filosofías indias, y aparece en varios textos con nombres alternativos como Kashyapa, Uluka, Kananda, Kanabhuk entre otros.

## Ideas
La física es fundamental para la afirmación de Kaṇāda de que todo lo conocible se basa en el movimiento. La centralidad que atribuye a la física en la comprensión del universo se desprende también de sus principios de invariancia. Por ejemplo, afirma que el átomo debe ser esférico, ya que debe ser el mismo en todas las dimensiones. Afirma que todas las sustancias están compuestas por cuatro tipos de átomos, dos de los cuales tienen masa y dos no tienen masa.
Kaṇāda presenta su obra dentro de un marco moral más amplio al definir el Dharma como aquello que trae consigo el progreso material y el bien más elevado. Sigue este Sutra con otro que afirma que los Vedas se han ganado el respeto porque enseñan tal dharma, y algo no es dharma simplemente porque está en los Vedas. .
Kaṇāda y los primeros eruditos Vaisheshika se centraron en la evolución del universo por la ley. Sin embargo, esto no era inusual para su época ya que varias de las principales versiones tempranas de las filosofías hindúes como Samkhya, Nyaya, Mimamsa junto con sub-escuelas de Yoga y Vedanta, así como las escuelas no védicas como el jainismo y el budismo, eran similarmente no teístas.  Kaṇāda se encontraba entre los sabios de la India que creían en el potencial del hombre para comprender la existencia y alcanzar moksha por sí mismo, sin Dios, una noción de los antiguos indios resumida por Nietzsche como la creencia de que "con piedad y conocimiento del Veda, nada es imposible". 
El texto dice:
- Existen nueve constituyentes de las realidades: cuatro clases de átomos (tierra, agua, luz y aire), espacio (akasha), tiempo (kāla), dirección (disha), infinidad de almas (Atman), mente (manas).[34]
- Todo objeto de la creación está hecho de átomos (paramāṇu) que a su vez se conectan entre sí para formar moléculas (aṇu). Los átomos son eternos y sus combinaciones constituyen el mundo material empírico.
- Las almas individuales son eternas e impregnan los cuerpos materiales durante un tiempo.
- Hay seis categorías (padārtha) de experiencia: sustancia, cualidad, actividad, generalidad, particularidad e inherencia.

Varios rasgos de las sustancias (dravya) se dan como color, sabor, olor, tacto, número, tamaño, lo separado, acoplamiento y desacoplamiento, prioridad y posteridad, comprensión, placer y dolor, atracción y repulsión, y deseos.
Así, la idea de la subdivisión se lleva más allá, también a las categorías analíticas, lo que explica su afinidad con Nyaya.

### Observaciones y teorías
En el quinto capítulo del Vaisheshika Sutra, Kaṇāda menciona diversas observaciones empíricas y fenómenos naturales como la caída de objetos al suelo, el ascenso del fuego y el calor hacia arriba, el crecimiento de la hierba hacia arriba, la naturaleza de las precipitaciones y las tormentas eléctricas, el flujo de líquidos, el movimiento hacia un imán entre muchos otros, se pregunta por qué suceden estas cosas y luego intenta integrar sus observaciones con sus teorías sobre los átomos, las moléculas y su interacción. Clasifica los acontecimientos observados en dos: los causados por la volición y los causados por las conjunciones sujeto-objeto..
His idea of the observer, that is the subject, being different from objective reality is completely consistent with Vedanta, which speaks of the difference between "Apara" and "Para" knowledge, where "Apara" represents normal associational knowledge whereas "Para" represents deeper subjective knowledge.

### El concepto de paramanu (átomo)
Tal como el griego Demócrito de Abdera (460 - 370 a. C.), Kanada tenía una idea de que deberían existir partículas mínimas de tierra, agua, fuego, aire y éter.
La leyenda de su descubrimiento es la siguiente: él tenía en la mano una cantidad de comida.
Comía pedacitos, desmenuzando el alimento en trozos cada vez más pequeños.
En un cierto punto tuvo la intuición de que seguramente tendrían que existir partículas tan pequeñas que no se pudieran partir en más partes.
Él llamó a esas partículas aṇu (‘minúsculo’, cognado de mini).
A partir de esta leyenda, él es conocido como Kanada (‘que come partículas’).
En el tercer canto del Bhágavata-purana (siglo X d. C.),  se habla también de partículas mínimas de tiempo, kāla aṇu, de 52,67 millonésimas de segundo.
Kanada hablaba de dui anuka (doble partícula) y tri anuka (triple partícula), otra idea también presente en el tercer canto del Bhāgavata puraṇá.
De acuerdo con las protociencias hinduistas (desarrolladas a lo largo del primer milenio antes de la era vulgar), Kanada creía que los seres vivos estaban compuestos de cinco elementos básicos: tierra, agua, fuego, aire y éter.
Pero Kanada llegó más lejos y ajustó la composición de cada tipo de ser vivo:
- los vegetales tendrían sólo tierra y agua
- los insectos tendrían tierra, agua y fuego
- las aves tendrían tierra, agua, fuego y aire
- las bestias tendrían tierra, agua, fuego, aire y éter
- los humanos (lo máximo de la creación) tendrían tierra, agua, fuego, aire, éter y mente.